# Kirche Melaune

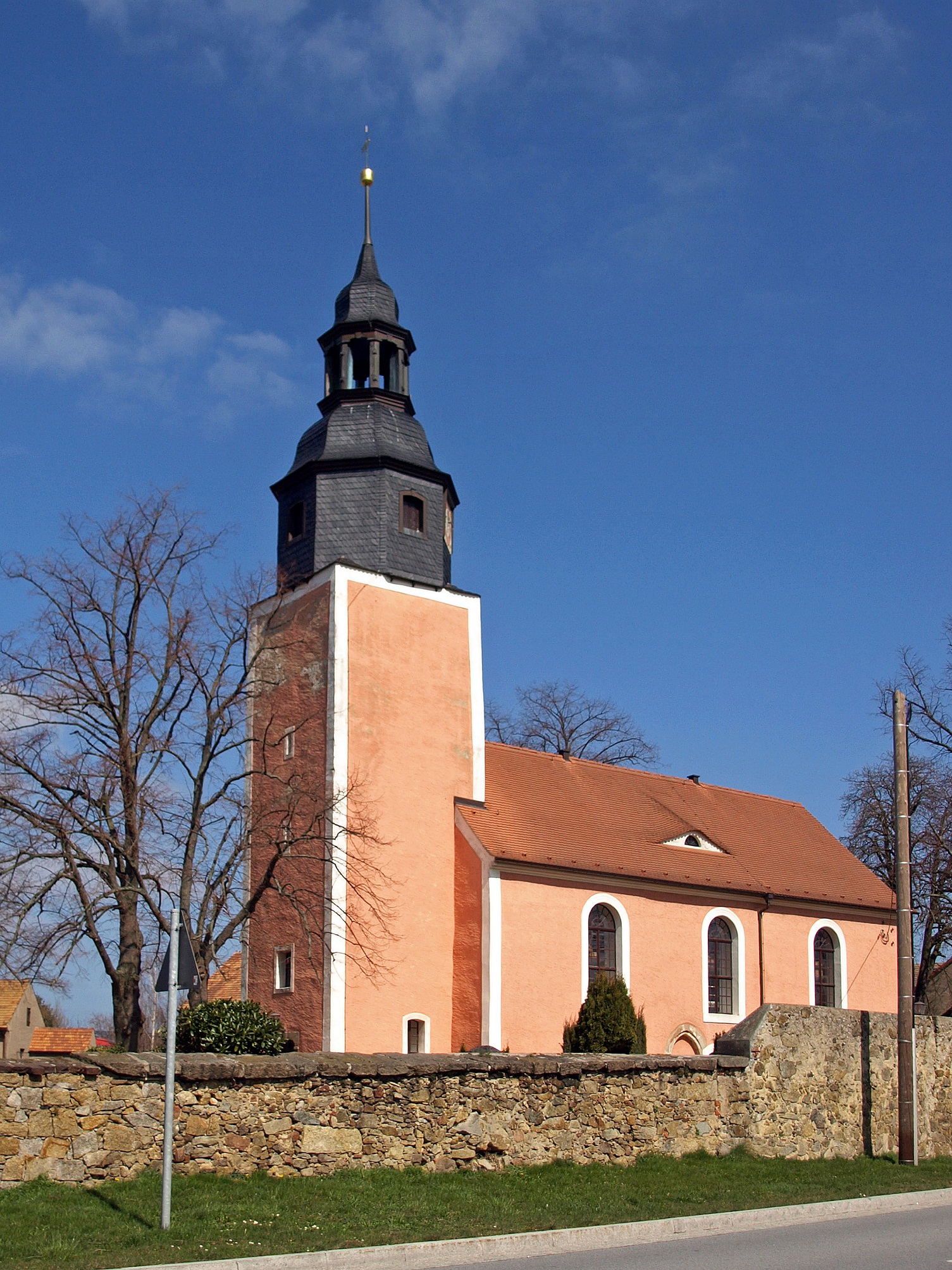
Kirche Melaune (2015)

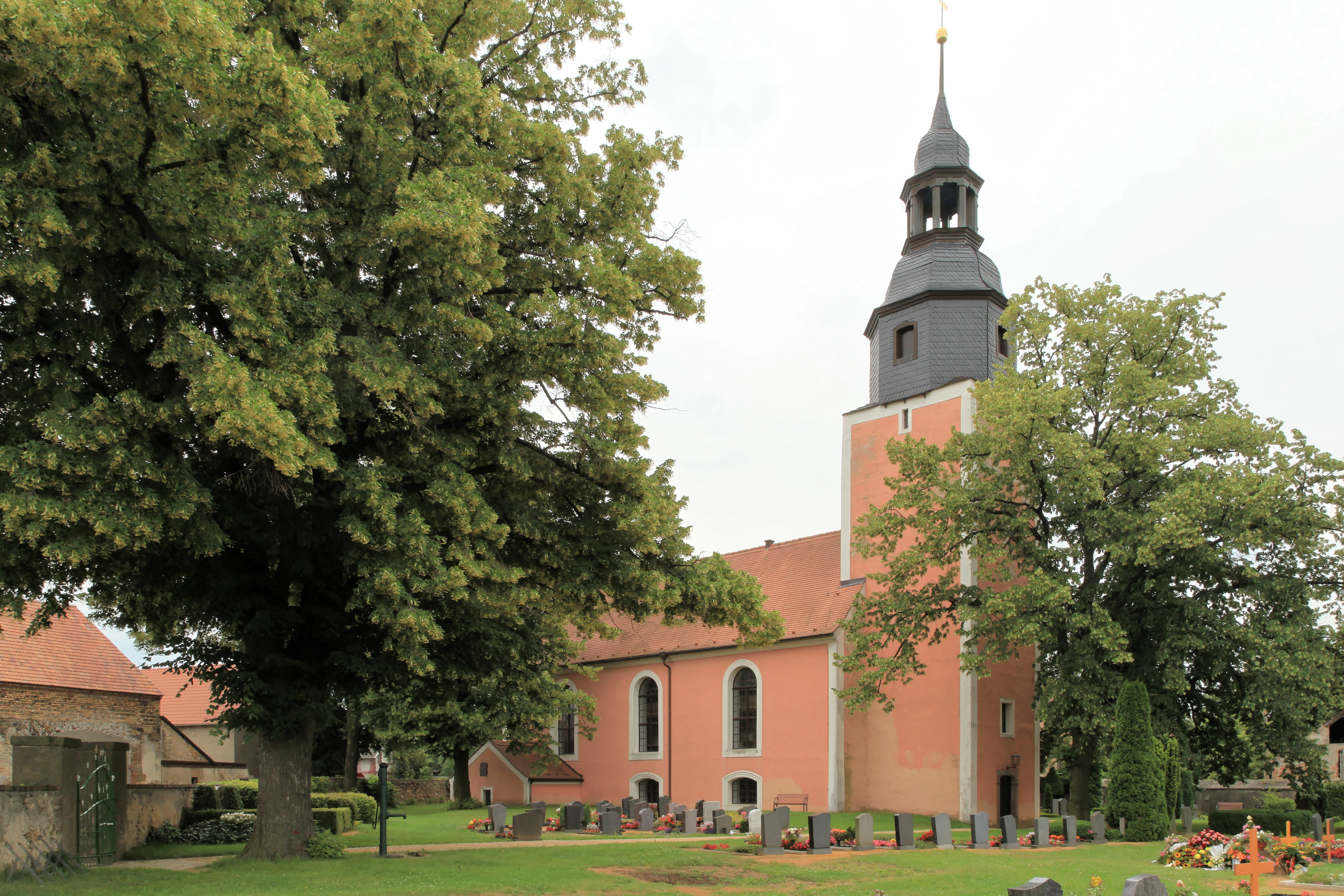
Kirche Melaune von Norden mit Friedhof (2012)

Die Kirche Melaune ist das Kirchengebäude im Ortsteil Melaune der Gemeinde Vierkirchen im Landkreis Görlitz in der sächsischen Oberlausitz. Die Kirchengemeinde Melaune gehört zum Pfarrsprengel Waldhufen-Vierkirchen im Kirchenkreis Schlesische Oberlausitz, der Teil der Evangelischen Kirche Berlin-Brandenburg-schlesische Oberlausitz ist. Die Kirche steht aufgrund ihrer bau- und ortsgeschichtlichen Bedeutung unter Denkmalschutz.

## Geschichte und Architektur
Eine erste Kirche in Melaune wurde im 16. Jahrhundert als Filialkirche von Meuselwitz errichtet und im Jahr 1523 urkundlich erwähnt. Die ursprüngliche Kirche brannte 1765 nieder. Danach wurde zunächst nur der Turm auf dem alten Fundament wieder aufgebaut, der gesamte Neubau wurde 1845 fertig gestellt. 1896 wurde fast die gesamte Innenausstattung der Kirche erneuert. In den Jahren 1994 und 1995 erfolgte eine Restaurierung der gesamten Kirche. Die Fassade sowie das Turmdach wurden 2020 erneuert.
Die Kirche ist ein verputzter Bau aus Bruchsteinmauerwerk mit Ecklisenen und einem geraden Ostschluss. Das Kirchenschiff hat ein Satteldach mit einer Fledermausgaube. An den Längsseiten befinden sich jeweils drei hohe profilierte Rundbogenfenster, darunter liegen jeweils kleinere segmentbogige Fensteröffnungen. An der Südwand ist noch ein zugemauertes gotisches Spitzbogenportal zu erkennen. An der Nordseite der Kirche ist eine niedrige Kapelle. Der leicht eingezogene quadratische Westturm hat einen verschieferten oktogonalen Aufsatz mit Zwiebelhaube und Laterne. Das Eingangsportal im Turm ist mit Sandstein gefasst. Der Ostgiebel ist in Formen des Klassizismus mit Halbkreisfenster ausgeführt. In der Kirche steht eine umlaufende Holzempore, die an der Nord- und an der Südseite zweigeschossig ist.

## Ausstattung
In der Melauner Kirche steht ein neugotischer Kanzelaltar mit Maßwerk und Marmorierungen, der in der Mitte des 19. Jahrhunderts gebaut wurde. Hinter dem Altar ist ein Epitaph für Carl Gottlob von Nostitz († 1698) mit einer Figur des Verstorbenen in Rüstung aufgestellt. Das oktogonale Taufbecken ist in Renaissanceformen gehalten. Die Orgel wurde 1848 gebaut.